# Борегард (парафія)
Шаблон:StateAbbr_ 30°39′ пн. ш. 93°20′ зх. д. / 30.65° пн. ш. 93.34° зх. д.
Округ  Борегард (англ. Beauregard Parish) — округ (парафія) у штаті  Луїзіана, США. Ідентифікатор округу 22011.

## Історія
Парафія утворена 1912 року.

## Демографія
За даними перепису 
2000 року 
загальне населення округу становило 32986 осіб, зокрема міського населення було 9771, а сільського — 23215.
Серед мешканців округу чоловіків було 16543, а жінок — 16443. В окрузі було 12104 домогосподарства, 9080 родин, які мешкали в 14501 будинках.
Середній розмір родини становив 3,07.
Віковий розподіл населення поданий у таблиці:
| Стать    | До 15 років | 15-21 | 22-29 | 30-39 | 40-49 | 50-65 | 65-85 | Понад 85 |
| -------- | ----------- | ----- | ----- | ----- | ----- | ----- | ----- | -------- |
| Чоловіки | 3832        | 1718  | 1708  | 2470  | 2520  | 2612  | 1566  | 117      |
| Жінки    | 3641        | 1551  | 1556  | 2329  | 2427  | 2697  | 1938  | 304      |

## Суміжні округи
- Вернон — північ
- Аллен — схід
- Джефферсон-Девіс — південний схід
- Калкасьє — південь
- Ньютон, Техас — захід

## Виноски
1. ↑  U.S. Decennial Census. United States Census Bureau. Архів оригіналу за 26 квітня 2015. Процитовано 20 серпня 2014.
2. ↑  Historical Census Browser. University of Virginia Library. Архів оригіналу за 11 серпня 2012. Процитовано 20 серпня 2014.
3. ↑  Population of Counties by Decennial Census: 1900 to 1990. United States Census Bureau. Архів оригіналу за 15 вересня 2014. Процитовано 20 серпня 2014.
4. ↑  Census 2000 PHC-T-4. Ranking Tables for Counties: 1990 and 2000 (PDF). United States Census Bureau. Архів оригіналу (PDF) за 18 грудня 2014. Процитовано 20 серпня 2014.
5. ↑  Beauregard Parish, Louisiana. quickfacts.census.gov. Архів оригіналу за 7 липня 2011. Процитовано 24 листопада 2012. [Архівовано 2011-06-07 у Wayback Machine.](англ.) Наведено за англійською вікіпедією.
6. ↑  American FactFinder. Бюро перепису населення США. Архів оригіналу за 26 лютого 2012. Процитовано 31 січня 2008. [Архівовано 2008-05-21 у Wayback Machine.]

| США | Це незавершена стаття з географії США. Ви можете допомогти проєкту, виправивши або дописавши її. |